# Jean-Pierre Adam
 (août 2022).
Pour les articles homonymes, voir Jean-Pierre Adam (graveur) et Adam (homonymie).
Jean-Pierre Adam, né le 24 novembre 1937 à Paris, est un architecte et archéologue français.

## Biographie
Jean-Pierre Adam est le petit-fils d'un professeur d'histoire de l'architecture, une discipline qui, selon lui, a déterminé sa passion pour l'architecture antique.
Jean-Pierre Adam commence un cursus histoire de l'art à la Sorbonne, puis se concentre sur l'architecture. Après un diplôme de l'École spéciale d'architecture (1965), Jean-Pierre Adam entre au service d'architecture antique du CNRS. Il réalise plusieurs études monumentales en France et dans le monde, et occupe le poste de directeur du bureau d'architecture antique de Paris de 1972 à 2003.
Il a réalisé diverses études architecturales sur des chantiers de fouille de différents sites du pourtour méditerranéen dont celui de Pompéi.
Il enseigne ensuite à l'École du Louvre et à l'École de Chaillot, ainsi qu'à l'Institut des Beaux-Arts du Liban, à l'École polytechnique fédérale de Lausanne (EPFL) et à l’École d'architecture de la ville & des territoires Paris-Est.
Il est membre du comité de parrainage scientifique de l'Association française pour l'information scientifique (AFIS) et de sa revue Science et pseudo-sciences[réf. nécessaire].
En 1988, dans son article L'archéologie travestie, Jean-Pierre Adam critique les nombreuses erreurs historiques de l'auteur Jacques Martin dans sa bande-dessinée Alix lorsqu'il dessine l'acropole d'Athènes pour l'album L'Enfant grec.
En 2004, lorsque sort le livre de Gilles Dormion et Jean-Yves Verd’hurt Khéops, la chambre secrète (Fayard), Jean-Pierre Adam qualifie son contenu de « calembredaines et de guignolades ».

## Œuvres

### Ouvrages
- La Construction romaine : matériaux et techniques, Paris, Picard, coll. « Grands manuels Picard », 1984, 367 p. (ISBN 2-7084-0104-1)
- L'Architecture militaire grecque, Paris, Picard, 1981, 263 p. (ISBN 2-7084-0061-4)
- Le Temple de Portunus au forum Boarium, Rome, École française de Rome (no 199), 1994, 108 p. (ISBN 2-7283-0324-X)
- Au temps du miracle grec, Paris, Fleurus, coll. « Voir l'histoire » (no 5), 2008, 80 p. (ISBN 978-2-215-05533-4)
- La Maison romaine  (ill. avec Hubert Naudeix, photogr. Hervé Hôte), Arles, Honoré Clair, 2012, 220 p. (ISBN 978-2-918371-03-8)

### Ouvrages collectifs
- (coll.) Les Thermes antiques de Lutèce, Paris, Réunion des musées nationaux, 1996, 94 p. (ISBN 2-7118-3343-7)
- Les Pyramides d'Égypte  (préf. Zahi Hawass), Paris, Hachette, mars 1999, 213 p. (ISBN 2-01-235500-5)
- Nicole Blanc, Les Sept Merveilles du monde : hommage à Henri-Paul Eydoux, Paris, Perrin, 1992, 261 p. (ISBN 2-262-00989-9)

### Essais
- L'Archéologie devant l'imposture, Paris, Robert Laffont, 1975, 267 p. (ISBN 2-221-01324-7)[7]
- Le Passé recomposé : chroniques d'archéologie fantasque, Paris, Seuil, coll. « Science ouverte », 1988, 251 p. (ISBN 2-02-010363-X et 978-2-02-010363-3)[8]

### Articles
- « Les composantes d'une fortification grecque », Dossiers d'archéologie, no 179 « À la découverte des forteresses grecques »,‎ février 1993, p. 14-23 (ISSN 1141-7137)